# San Sebastian (Samar)

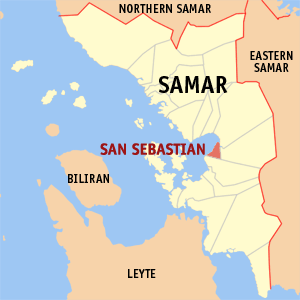

San Sebastian est une municipalité de la province du Samar, aux Philippines.
Sa population est de 7 708 habitants au recensement de 2010 sur une superficie de 39 km2, subdivisée en 14 barangays.